# نفحون (حريضة)

تعديل مصدري - تعديل

نفحون هي إحدى قرى عزلة حريضة بمديرية حريضة التابعة لمحافظة حضرموت، بلغ تعداد سكانها 1055 نسمة حسب تعداد اليمن لعام 2004.